# Crewe (Cheshire)
Crewe est une ville d'Angleterre, située dans l'autorité unitaire du Cheshire de l'Est et dans le comté cérémonial du Cheshire, au nord-ouest du pays. Elle comptait 67 683 habitants lors du recensement de 2001.

## Histoire
Durant la Seconde Guerre mondiale, le gouvernement mandata Rolls-Royce pour créer une usine de l'ombre à Crewe pour y fabriquer des moteurs d'avion. Après la guerre, en 1946, les productions automobiles de Rolls-Royce et Bentley furent transférées à Crewe où ils purent assembler des véhicules complets avec carrosseries pour la première fois.

## Économie

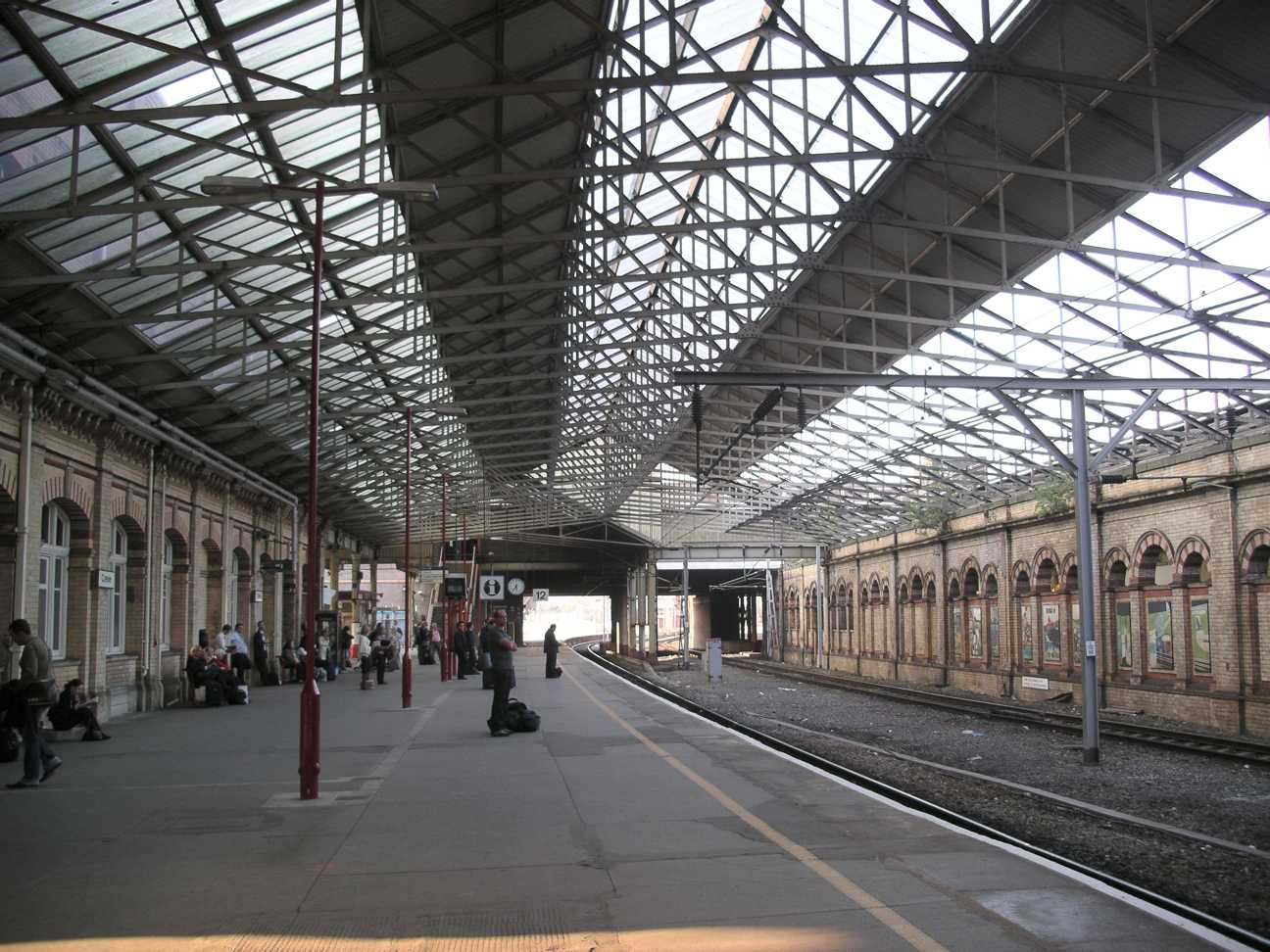
Quai 12 de la gare de Crewe.

- Bentley Motors Limited
- Bombardier Transportation

## Transport

### Connexion de Londres et Dublin
Il existe un service de train direct reliant Londres (Gare d'Euston) à Chester, d'autres avec changement à Crewe pour Chester dont la destination finale est Holyhead. La compagnie directe pour Londres est Virgin Trains et la compagnie terminant à Crewe est Arriva Trains Wales. Holyhead échangeur pour bateaux à destination de Port de Dublin en Dublin et de la route ferme en Septembre 2014 à Dún Laoghaire.

### Autres villes
La gare de Crewe est un « nœud » important entre Liverpool / Manchester et Birmingham.
L'autoroute M6 se trouve à 10 km.

## Sport
- Le Crewe Alexandra Football Club, fondé en 1877, est un club anglais de football basé dans la ville.

## Personnalités liées à la ville
- Arthur Anlezark (1882-1961), joueur de rugby à XV et de rugby à XIII australien, y est mort ;
- Neil Brooks (1962-), nageur australien, champion olympique, y est né ;
- David Gilford (1965-), golfeur anglais, y est né.
- Bryony Page, trampoliniste anglaise et médaillée lors de trois différents Jeux Olympiques y est née.

## Dans la littérature
Arthur Conan Doyle, dans la nouvelle Les Aventures de Sherlock Holmes - Le Ruban moucheté, évoque l’accident ferroviaire qui a eu lieu le 30 septembre 1882.

## Jumelages
- Mâcon (France) depuis 1957[2]
- Bischofsheim (Allemagne)